# Triste deleytación
La Triste deleytaçion (con la ortografía actual, Triste deleitación) es una obra de la literatura medieval en castellano escrita hacia 1465 por F. A. D. C. (¿[Fra] Artal de Claramunt?). El único manuscrito existente se encuentra en la Biblioteca de Cataluña, y fue publicado por vez primera en los años 1980.
Señala Deyermond que está influenciado de las novelas caballerescas italianas y de los cancioneros. La protagonizan dos parejas de amantes, en la que las mujeres intentan vengarse de los hombres por reprimir sus deseos. En fin, es una obra cumbre de la ficción sentimental.
La identidad del autor no se conoce con seguridad ya que el manuscrito está firmado solo con las iniciales F.A.D.C. La teoría más aceptada es que se trata de Artal de Claramunt, un catalán partidario del príncipe de Viana. De ser cierto, la Triste deleytaçion sería uno de los más antiguos libros escritos en castellano en Cataluña.